# Запевно-припевная форма
Запевно-припевная форма, или куплетно-припевная форма — музыкальная форма, распространенная в популярной музыке, используется в блюзе и рок-н-ролле с 1950-х, и большей частью в рок-музыке с 1960-х. По сравнению с 32-тактовой формой, которая сфокусирована на куплете (сопоставленная и подготовленная секцией B), в куплетно-припевной форме припев выделен (сопоставленная и подготовленная куплетом).
Таким образом, в обеих формах A — это куплет, а B — это припев, то есть в AABA куплет занимает бо́льшую часть времени, припев делается, чтобы оттенить куплет и обратно вернуться к нему, а в куплетно-припевной форме припев чаще всего занимает пропорционально бо́льшее количество времени, и куплет существует, чтобы подвести к нему. К примеру: ABABB(B) [грубо говоря: «Be My Baby»], скорее всего 32-тактовая форма AABA.
Припев часто резко контрастирует с куплетом мелодически, ритмически гармонически, и подразумевает более высокий уровень динамики и активности, часто с добавлением инструментовки. Это относится к «выдающимся куплетам». См.: аранжировка.

## Контрастирующие куплетно-припевные формы
Песни, которые используют различную музыку для куплета и припевов часто используют контрастирующую куплетно-припевную форму. Примеры:
- «That'll Be the Day» у Бадди Холли (1957)[4]

- «Be My Baby» у The Ronettes (1963)[4]

- «California Girls» у The Beach Boys (1965)[4]

- «Penny Lane» & «All You Need Is Love» у The Beatles (1967)[4]

- «Foxy Lady» у Джими Хендрикс (1967)[4]

- «Smoke on the Water» у Deep Purple (1973)[4]

- «Can’t Get Enough» у Bad Company (1974)[4]

## Простая куплетно-припевная форма
Песни, которые используют одну и ту же гармонию (аккорды) для куплета и припева, такую как 12-тактовый блюз, хотя отличается мелодия, и в тексте разные куплеты с повторяющимся припевом, входят в простую куплетно-припевную форму. Примеры:
- «Shake, Rattle, and Roll» у Биг Джо Тёрнера (1954)[4]

- «Louie, Louie» by The Kingsmen (кавер-версия 1963 года), в примере не указана блюзовая форма[4]

- «Ла бамба» у Ричи Валенса (1959)[4]

## Простая куплетная форма
Песни, в которые входит только повторяющийся куплет относятся к простой куплетной форме (куплетно-припевная форма без припева). Примеры:
- «Evil Ways» у Santana (1969)[4]

- Блюзовые песни не имеют простой куплетно-припевной формы (упомянутой выше), такие как «Heartbreak Hotel», «Jailhouse Rock», «Hound Dog» и «Lucille»[4]

и с контрастирующим бриджем:
- «Eight Miles High» у The Byrds (1966)[4]

- «Tomorrow Never Knows» у The Beatles (1966)[4]

- «Purple Haze» у Джимми Хендрикса (1967).[4]